# Domínguez
Domínguez ist ein patronymisch gebildeter spanischer Familienname mit der Bedeutung „Sohn des Domingo“. In historischer, fremdsprachiger oder vereinfachter Schreibung tritt auch die Form Dominguez ohne Akut auf.

## Namensträger

### A
- Adolfo Domínguez Fernández (* 1950), spanischer Unternehmer und Modeschöpfer
- Agustín Domínguez Muñoz (1932–2010), spanischer Fußballfunktionär
- Alberto Domínguez Cámpora (1895–1970), uruguayischer Politiker
- Alejandro Domínguez Escoto (* 1961), mexikanischer Fußballspieler
- Alejandro Damián Domínguez (* 1981), argentinischer Fußballspieler
- Alejandro Domínguez (Fußballfunktionär), Präsident der CONMEBOL
- Alexander Domínguez (* 1987), ecuadorianischer Fußballtorhüter
- Alfonso Domínguez (Fußballspieler, 1916) (1916–1973), chilenischer Fußballspieler
- Alfonso Martínez Domínguez (1922–2002), mexikanischer Politiker
- Alfonso Domínguez (Fußballspieler, 1965) (* 1965), uruguayischer Fußballspieler
- Alfonso Benecio Agudelo Domínguez († 2010), kolumbianischer Musiker
- Álvaro Domínguez Cabezas (* 1981), kolumbianischer Fußballspieler, siehe Álvaro Domínguez (Fußballspieler, 1981)
- Álvaro Domínguez Soto (* 1989), spanischer Fußballspieler, siehe Álvaro Domínguez (Fußballspieler, 1989)
- Ana Lucía Domínguez (* 1983), kolumbianische Schauspielerin und Modell.
- Ángel Domínguez (1918–1974), argentinischer Bandoneonist, Bandleader, Arrangeur und Tangokomponist
- Antonio Domínguez Ortiz (1909–2003), spanischer Historiker
- Aurelio Domínguez (1896–1971), chilenischer Fußballspieler

### B
- Belisario Domínguez Palencia (1863–1913), mexikanischer Mediziner und Politiker

### C
- Carlos Domínguez (Gewichtheber) (Carlos Alfonso Domínguez Mavila; * 1922), peruanischer Gewichtheber
- Carlos Domínguez (Fußballspieler, 2001) (Carlos Domínguez Cáceres; * 2001), spanischer Fußballspieler
- Carlos Domínguez-Nieto (* 1972), spanischer Dirigent
- Carlos Domínguez Domínguez (Carlitos; * 1976), spanischer Fußballspieler
- Carlos Espinosa Domínguez (1950–2024), kubanisch-spanischer Schriftsteller, Literaturwissenschaftler und -kritiker
- Carlos María Domínguez (Schriftsteller) (* 1955), argentinischer Schriftsteller
- Carlos María Domínguez (Bischof) (* 1965), argentinischer Ordensgeistlicher, Bischof von San Rafael
- Cecilia Domínguez (* 1981), argentinische Biathletin
- Cecilia Domínguez Luis (* 1948), spanische Dichterin und Schriftstellerin
- Cecilio Vega Domínguez (1913–1936), spanischer Oblate der Makellosen Jungfrau Maria und Märtyrer
- Chano Domínguez (* 1960), spanischer Jazz- und Flamencopianist
- Clemente Domínguez y Gómez (1946–2005), spanischer Bischof der Palmarianisch-Katholischen Kirche
- Columba Domínguez (1929–2014), mexikanische Schauspielerin
- Cruz Domínguez († 1916), mexikanischer Revolutionär

### D
- Deborah Domínguez Collado (* 2005), guatemaltekische Tennisspielerin
- Diego Domínguez (Rugbyspieler) (* 1966), argentinischer und italienischer Rugby-Union-Spieler
- Diego Domínguez (Schauspieler) (* 1991), spanischer Schauspieler, Tänzer und Sänger
- Diego Domínguez (Kanute) (* 2003), spanischer Kanute
- Diógenes Domínguez, paraguayischer Fußballspieler

### E
- Eloy Ricardo Domínguez Martínez (* 1977), kubanischer Geistlicher, Weihbischof in San Cristóbal de la Habana
- Ernesto Domínguez (* 1955), mexikanischer Poolbillardspieler
- Estefanía Domínguez Calvo (* 1984), spanische Triathletin
- Ezequiel de León Domínguez (1926–2008), spanischer Bildhauer und Restaurator

### F
- Fernando Domínguez Reboiras (* 1943), spanischer katholischer Theologe und Historiker
- Francisco Domínguez (Musiker) (* 1897), mexikanischer Musiker
- Francisco Domínguez (Kameramann) (* 1972), argentinischer Kameramann
- Francisco Caamaño Domínguez (* 1963), spanischer Politiker
- Francisco Serrano Domínguez (1810–1885), spanischer General und Politiker

### G
- Gonzalo Domínguez (* 1925), chilenischer Skirennläufer
- Gustavo Domínguez (* 1980), spanischer Radrennfahrer

### I
- Iván Domínguez (* 1976), kubanischer Radrennfahrer

### J
- Jorge Domínguez (1959–2023), argentinischer Fußballspieler
- José Dominguez (Fußballspieler) (* 1974), portugiesischer Fußballspieler
- José de Legorburu y Domínguez-Matamoros (1882–1935), spanischer Major, Schriftsteller, Dichter und Flugpionier
- José Félix Domínguez (* 1983), argentinischer Fechter
- José López Domínguez (1829–1911), spanischer General und Politiker
- Josefa Ortiz de Domínguez (1773–1829), mexikanische Nationalheldin
- Juan Domínguez (Baseballspieler) (* 1980), dominikanischer Baseballspieler
- Juan Domínguez (Fußballspieler, 1986) (* 1986), kolumbianischer Fußballspieler
- Juan Domínguez Lamas (* 1990), spanischer Fußballspieler
- Juan Domínguez Otaegui (* 1983), spanischer Fußballspieler
- Juan Carlos Domínguez (* 1971), spanischer Radrennfahrer
- Juan Ignacio Domínguez (* 1992), venezolanischer Fußballspieler
- Juanjo Domínguez (1951–2019), argentinischer Gitarrist
- Julio Domínguez (* 1987), mexikanischer Fußballspieler

### L
- Ladislao Domínguez, mexikanischer Fußballspieler
- Leinier Domínguez (* 1983), kubanischer Schachspieler
- Lourdes Domínguez Lino (* 1981), spanische Tennisspielerin
- Lucas Domínguez (* 1989), chilenischer Fußballspieler
- Luciano Domínguez (* 1995), uruguayischer Fußballspieler
- Luis Domínguez (Politiker) (1819–1898), argentinischer Politiker, Diplomat und Schriftsteller
- Luis Domínguez (Schwimmer) (* 2003), spanischer Schwimmer

### M
- Manolo Domínguez Marín (* 1934 oder 1936), spanischer Flamenco-Tänzer und Choreograf, siehe Manolo Marín
- Manuel Domínguez (Musiker) (* 1946), genannt „El Rubio“, spanischer Flamencogitarrist aus Sevilla
- Manuel Jorge Domínguez (* 1962), spanischer Radrennfahrer
- Manuel Domínguez Sánchez (1840–1906), spanischer Maler und Illustrator
- Marcelo Domínguez (* 1970), argentinischer Boxer
- Maribel Domínguez (* 1978), mexikanische Fußballspielerin
- María Domínguez (1882–1936), spanische Journalistin und republikanische Politikerin, Sozialistin und Feministin
- Mario Domínguez (* 1975), mexikanischer Rennfahrer
- Marta Domínguez (* 1975), spanische Leichtathletin
- Marta Domínguez (Squashspielerin) (* 2001), spanische Squashspielerin
- Maxime Dominguez (* 1996), Schweizer Fußballspieler
- Miguel Domínguez (1756–1830), mexikanischer Politiker
- Modesto Álvarez Domínguez (* 1975), spanischer Biathlet

### N
- Nicolás Domínguez (* 1998), argentinischer Fußballspieler

### O
- Oralia Domínguez (1925–2013), mexikanische Opernsängerin
- Óscar Domínguez Palazón (1906–1958), spanischer Künstler
- Óscar Domínguez (Poolbillardspieler) (* 1985), US-amerikanischer Poolbillardspieler
- Oscar Roberto Domínguez Couttolenc (* 1956), mexikanischer Ordensgeistlicher, Erzbischof von Tulancingo

### P
- Patrice Dominguez (1950–2015), französischer Tennisspieler

### R
- Roberto Domínguez (* 1997), salvadorianischer Fußballspieler
- Rogelio Domínguez (1931–2004), argentinischer Fußballtorhüter

### S
- Sergio Domínguez (* 1979), spanischer Straßenradrennfahrer

### V
- Virginia Rosa Dominguez (* 1952), US-amerikanische Anthropologin

### W
- Wade Dominguez (1966–1998), US-amerikanischer Schauspieler

### Y
- Yulieth Domínguez (* 1993), kolumbianische Fußballspielerin

## Weiteres
- Villa Domínguez, Gemeinde in der argentinischen Provinz Entre Ríos